# 濱路公園駅
座標: 北緯46度43分28秒 東経142度35分32秒 / 北緯46.72444度 東経142.59222度
濱路公園駅（はまじこうえんえき）は、樺太留多加郡留多加町に存在した南樺鉄道の駅。

## 歴史
- 1933年（昭和8年）6月20日 - 新設。
- 1945年（昭和20年）8月 - ソ連軍が南樺太へ侵攻、占領し、駅も含め全線がソ連軍に接収される。
- 1946年（昭和21年）4月1日 - ソ連国鉄に編入。

## 運行状況
- 昭和十五年七月一日訂補では新場駅と留多加駅との間を1日4往復していた。

## 駅周辺
- 濱路公園

## 隣の駅
南樺鉄道
濱路駅-  濱路公園駅 -留多加駅